# Ambucetamida
Ambucetamida é um fármaco utilizado como antiespasmódico. É efetivo contra dores menstruais. Foi descoberto em 1953 por Paul Janssen.